# El palau ideal
El palau ideal (originalment en francès, L'Incroyable Histoire du facteur Cheval) és una pel·lícula biogràfica francesa del 2018 coescrita i dirigida per Nils Tavernier. S'ha doblat al català.
Aquesta pel·lícula relata, d'una manera romàntica, la vida del carter Ferdinand Cheval, que va dissenyar i produir a principis del segle xx una escultura monumental anomenada Palau Ideal i que encara avui és visible a la petita població d'Hauterives, situada a la Droma.

## Repartiment
- Jacques Gamblin: Ferdinand Cheval
- Laetitia Casta:[5] Philomène[6]
- Zélie Rixhon:[7] Alice Cheval
- Louka Petit Taborelli: Cyrille Cheval
- Delphine Lacheteau: Alice Cheval
- Natacha Lindinger: Garance
- Bernard Le Coq: Auguste
- Florence Thomassin: Félicienne
- Aurélien Wiik: Benjamin Lecœur
- Alain Blazquez: Jean-Louis Revol
- Julien Personnaz: Louis Charvat
- Melanie Baxter-Jones: Rosalie Cheval
- Thomas Baillet: Eugène
- Éric Savin: Joseph Cadier
- Franck Adrien: el doctor
- Pasquale d'Inca: Lucien Quampoix
- Bernard Villanueva: l'alcalde d'Hauterives
- Milo Mazé : Cyrille Cheval amb 7 anys
- Lilly-Rose Debos: Alice Cheval amb 12 anys
- Marc Perrone: l'acordionista al casament